# Puri (Puri)
Puri is een bestuurslaag in het regentschap Mojokerto van de provincie Oost-Java, Indonesië. Puri telt 3692 inwoners (volkstelling 2010).